# Vasîlkivka
Vasîlkivka (în ucraineană Васильківка) este așezarea de tip urban de reședință a raionului Vasîlkivka din regiunea Dnipropetrovsk, Ucraina. În afara localității principale, mai cuprinde și satele Bondareve, Ivanivka, Krasne, Manvelivka, Petrîkivka, Uleanivka, Vovceanske și Zorea.

## Demografie
Componența lingvistică a așezării de tip urban Vasîlkivka
     Ucraineană (94,51%)
     Rusă (4,99%)
     Alte limbi (0,23%)
Conform recensământului din 2001, majoritatea populației așezării de tip urban Vasîlkivka era vorbitoare de ucraineană (94,51%), existând în minoritate și vorbitori de rusă (4,99%).